# Explosiegrens
De explosiegrens is de concentratie van een gas of damp van vloeibare en/of vaste stof, uitgedrukt in volumeprocent in lucht, waarbij het damp-luchtmengsel bij ontsteking kan exploderen.
Bij een te lage concentratie aan vluchtige componenten is er geen explosiegevaar (een te arm mengsel) en zal alleen een reactie optreden als er voortdurend warmte van buitenaf wordt toegevoegd. De onderste explosiegrens wordt bepaald door het laagste percentage waarbij het mengsel nog tot ontploffing kan worden gebracht.
Bij een teveel aan vluchtige componenten is er ook geen explosiegevaar (te rijk mengsel), maar er is wel kans op het ontstaan van brand. Beide explosiegrenzen verschillen per soort vluchtige stof.

## Explosiegrenzen
De explosiegrenzen van een aantal stoffen zijn in de tabel weergegeven (in volumeprocent).
| Stof             | Onderste explosiegrens | Bovenste explosiegrens |
| ---------------- | ---------------------- | ---------------------- |
| Aceton           | 3%                     | 13%                    |
| Benzeen          | 1,2%                   | 7,8%                   |
| Benzine          | 1,4%                   | 7,6%                   |
| Butaan           | 1,5%                   | 8,4%                   |
| Di-ethylether    | 1,9%                   | 36%                    |
| Diesel           | 0,6%                   | 6,5%                   |
| Ethanol          | 3%                     | 19%                    |
| Etheen           | 2,7%                   | 36%                    |
| Ethylbenzeen     | 1,0%                   | 7,1%                   |
| Ethyn            | 2,5%                   | 82%                    |
| Heptaan          | 1,05%                  | 6,7%                   |
| Hexaan           | 1,1%                   | 7,5%                   |
| Kerosine         | 0,6%                   | 4,9%                   |
| Methaan          | 4,4%                   | 16%                    |
| Octaan           | 1%                     | 7%                     |
| Pentaan          | 1,5%                   | 7,8%                   |
| Propaan          | 2,1%                   | 9,5%                   |
| Propyleen        | 2,0%                   | 11,1%                  |
| Styreen          | 1,1%                   | 6,1%                   |
| Tolueen          | 1,2%                   | 7,1%                   |
| Waterstof        | 15%                    | 74,8%                  |
| Waterstofsulfide | 4,3%                   | 46%                    |
| Xyleen           | 1,0%                   | 7,0%                   |
Bij de meeste soorten brandbaar stof is een gelijkmatig over het totale grondoppervlak verdeelde stoflaag met een dikte van minder dan 1 mm al voldoende om bij opstuiven een ruimte met een normale hoogte volledig te vullen met een explosief stof/lucht-mengsel, dat dus aanleiding kan geven tot een primaire stofexplosie. Alhoewel algemeen wordt gedacht dat waterstof explodeert bij 4% is dit niet correct. Dit is reeds aangetoond door het Amerikaanse Bureau of Mines  in 1952. Zij hebben zeer gedetailleerde proeven gedaan. KIWA heeft deze proeven herhaald en op video vastgelegd. De theoretische onderste ontbrandingsgrens van waterstof is 4%. Dit is de Lower Flammability Limit (LFL), deze term is er niet voor niets, hij is er om onderscheid te maken met de onderste explosiegrens. Bij methaan en aardgas zijn LFL en LEL vrijwel gelijk en heeft het in een praktische situatie nauwelijks waarde om onderscheid te maken. Wat is dan wel de explosiegrens? Dat is lastig, dat hangt van de definitie af. Een overdruk van 20 mbar? Of van 40 mbar? Of ook vaak gebruikt zichtbare schade aan gebouwen. De onderste grens die in literatuur opduikt is 15%. De proeven van KIWA en een  paper over de waarde van dit onderzoek kunt u zien en downloaden op de KIWA website.